# Acalypha australis
Acalypha australis é uma espécie de flor do gênero Acalypha, pertencente à família Euphorbiaceae.